# Општина Реметеа Маре (Тимиш)
Реметеа Маре (рум. Remetea Mare) општина је у Румунији у округу Тимиш.
Oпштина се налази на надморској висини од 104 m.